# محمدحسین کریم‌زاده
محمدحسین کریم‌زاده (زاده۱۳ اسفند ۱۳۷۵- تهران ) یک بازیکن فوتبال اهل ایران است. این بازیکن سابقه بازی در باشگاه فوتبال فجر شهید سپاسی شیراز و مس رفسنجان  را دارد و در پست مهاجم بازی می‌کند.